# 戈簡
戈简，號臣在，南直隶广德州人。明朝政治人物。

## 生平
萬曆四十六年（1618年）戊午科舉人，崇禎四年（1631年）辛未科進士，工部观政，授晋江知县，為官廉潔并逮捕盜亂，重視文學和教育。十年丁忧。十三年考察。